# Заслуженный деятель искусств Киргизской ССР
Заслуженный деятель искусств Киргизской ССР (кирг. Кыргыз ССРинин искусствого эмгек сиңирген ишмери) — почётное звание, выдававшееся в 1939—1991 годах.
Было учреждено 10 января 1939 года указом президиума Верховного Совета Киргизской ССР.
Вручалось искусствоведам, литераторам, композиторам, художникам, режиссёрам театра и кино, дирижёрам, драматургам, сценаристам, кинооператорам и т. д.
Основание для вручения — создание выдающихся произведений, научных трудов по литературе и искусству или внёсших иной вклад в развитие литературы и искусства.